# 어깨뼈봉우리
인체 해부학에서 어깨뼈봉우리(영어: acromion. 그리스어로부터: akros, "가장 높은", ōmos, "어깨"; 복수형: acromia) 또는 봉우리 또는 견봉 또는 어깨의 정상(영어: summit of the shoulder)은 견갑골에 있는 돌기(process)이다. 부리돌기와 함께 어깨 관절 위로 옆으로 뻗어 있다. 견봉은 어깨뼈가시(scapular spine, 견갑극)의 연장선이며 앞쪽으로 휘어져 있다. 쇄골과 관절하여 봉우리빗장관절(acromioclavicular joint, 견봉쇄골관절)을 형성다.

## 구조

### 봉우리뼈 결합 실패
봉우리뼈 결합 실패(os acromiale)

## 같이 보기
- 부리돌기

## 참고 문헌
이 문서는 현재 퍼블릭 도메인에 속하는 그레이 해부학 제20판(1918) page 203의 내용을 기초로 작성된 글이 포함되어 있습니다.